# Stellan Brynell
Stellan Brynell (ur. 28 września 1962) – szwedzki szachista, arcymistrz od 2001 roku.

## Kariera szachowa
Od początku lat 90. należy do czołówki szwedzkich szachistów. W roku 1991 zdobył w Helsingborgu tytuł mistrza kraju, sukces ten powtórzył w roku 2005 w Göteborgu. Poza tym w mistrzostwach Szwecji zdobył 1 srebrny (1993) oraz 6 brązowych medali (1990, 1998, 1999, 2001, 2002, 2004).
Wystąpił w wielu międzynarodowych turniejach, sukcesy odnosząc m.in. w Malmö (1988, III miejsce), Kopenhadze (1993, turniej otwarty, III m.), Sztokholmie (1994, Rilton Cup, dzielone II m. za Michałem Krasenkowem), Tjalfe (1994, I-III m.), Skei (1995, I m.), na Gotlandii (1997, open, I m.), w Wrexham (1998, I-II m. wraz z Þrösturem Þórhallssonem), Sztokholmie (1999, II-IV m.), Gausdal (2001, Gausdal Troll Masters, I-II m. wraz z Ralfem Akessonem oraz Gausdal Classics GM, II-III m.), Örebro (2001, open, I-II m. wraz z Thomasem Ernstem), Oslo (2005, open, I-II m. wraz z Aloyzasem Kveinysem), Lund (2005, I m.) oraz Kopenhadze (2008, I-IV m. wspólnie z Larsem Schandorffem, Henrikiem Danielsenem i Nikolajem Mikkelsenem).
Pięciokrotnie (w latach 1992 - 2004) reprezentował narodowe barwy na szachowych olimpiadach oraz również pięciokrotnie (1989 - 2005) na drużynowych mistrzostwach Europy.
Najwyższy ranking w dotychczasowej karierze osiągnął 1 stycznia 2003 r., z wynikiem 2534 punktów zajmował wówczas 4. miejsce wśród szwedzkich szachistów.